# Dominó (álbum de 1985)
Dominó é o álbum de estreia da boy band brasileira Dominó, lançado em 1985, pela gravadora Epic/CBS. Faziam parte da formação do grupo Afonso, Marcelo, Marcos e Neil. O quinteto ensaiou durante seis meses antes de lançar o álbum, que foi produzido por Oscar Gomes e composto por versões em português de músicas estrangeiras. Três músicas do álbum se destacaram: " Companheiro", "Ela Não Gosta de Mim" e "Ainda Sou Você".
Comercialmente, o álbum foi um sucesso, vendendo mais de 100 mil cópias em duas semanas e alcançando a marca de mais de 400 mil cópias vendidas até 1986. 
Uma versão em espanhol também foi lançada, e obteve sucesso na Espanha e na Venezuela.

## Antecedentes e produção
Em 1984, o apresentador Gugu Liberato junto com a empresa Promoart tiveram a ideia de criar um grupo brasileiro aos moldes do grupo porto-riquenho Menudo, que fazia bastante sucesso em países latinos, inclusive no Brasil. Os selecionados nos testes feitos pelo apresentador foram Afonso, Marcelo, Marcos e Neil, que formaram o grupo Dominó.
Durante seis meses após a seleção, o grupo ensaiou coreografias com a dançarina Maria Lúcia Perozzi e gravou as faixas que fariam parte do seu primeiro álbum de estúdio.
A produção do álbum é de Oscar Gomes e todas as faixas são versões de músicas estrangeiras traduzidas para o português.

## Promoção
Para promovê-lo foram lançados três músicas de trabalho, que tornaram-se grandes sucessos em rádios e foram apresentadas em shows e programas de TV, a saber: "Companheiro" (cujo videoclipe chegou a ser exibido no programa Fantástico, da TV Globo) "Ela Não Gosta de Mim" e "Ainda Sou Você".

## Desempenho comercial
Comercialmente, obteve êxito. Segundo o jornal Correio Braziliense, vendeu mais de 100 mil cópias duas semanas após o lançamento. Com cerca de um mês sendo comercializado nas lojas, o número subiu para mais de 150 mil cópias. No final de 1985, o grupo recebeu o disco de platina por mais de 250 mil cópias vendidas no programa Viva a Noite, do apresentador Gugu Liberato.
Segundo a revista Star Show, de setembro de 1989, o álbum vendeu 340 mil cópias no Brasil. Já de acordo com o jornal Luta Democrática, edição de 3 de julho de 1986, as vendas atingiram mais de 400 mil cópias.

## Versão em espanhol
Uma edição em espanhol do álbum intitulada Dominó En Español, que possui a mesma capa da edição nacional, foi lançada em 1985. Seu primeiro single, "Lindo Balón Azul", foi lançado em compacto simples, em 1986.
Em 20 de abril de 1986, o Jornal dos Sports informou que o grupo estava se preparando para viajar para a Espanha com o objetivo de divulgar o disco em espanhol. Em junho, o Diário de Pernambuco informou que o Dominó fez uma série de apresentações e entrevistas em programas de TV do país. Segundo o jornal, a música "Lindo Balón Azul" estava "dominando as paradas ibéricas".
Após o sucesso, o grupo seguiu para a Venezuela a pedido da emissora TV VEnezuela, na qual eles participaram de vários programas.

## Lista de faixas
Créditos adaptados do LP Dominó, de 1985.
| Lado A |                        |                                                                     |                                       |         |  |
| N.º    | Título                 | Compositor(es)                                                      | Versões originais                     | Duração |  |
| 1.     | "Ainda Sou Você"       | Carlos Garcia Berlanga, Ignacio Canut, versão de Paulo Camargo      | "Ni tu ni nadie" de Alaska y Dinarama | 3:34    |  |
| 2.     | "Ela Não Gosta de Mim" | Alice May, versão de Edgard B. Poças                                | "Standing in the Twilight" de Maywood | 3:39    |  |
| 3.     | "Ei! Garota"           | Digastaldo, Enrique Del Pozo, versão de Edgard B. Poças             | "Hay caramba" de Enrique Del Pozo     | 3:04    |  |
| 4.     | "Fórmula 1"            | Tino Casal, versão de Edgard B. Poças                               | "Panico en el eden" de Tino Casal     | 4:15    |  |
| 5.     | "Companheiro"          | Loris Ceroni, N. Lelli, Enrique Del Pozo, versão de Edgard B. Poças | "Camarero" de Enrique Del Pozo        | 3:32    |  |

| Lado B |                          |                                                                     |                                  |         |  |
| N.º    | Título                   | Compositor(es)                                                      | Versões originais                | Duração |  |
| 1.     | "Vem pra Mim"            | Alice May, versão de Edgard B. Poças                                | "Stay with Me" de Maywood        | 3:25    |  |
| 2.     | "Tô a Mil"               | Luis Gomes Escolar, Gustavo N. Montesano, versão de Edgard B. Poças | "Voy a mil" de Olé Olé           | 4:05    |  |
| 3.     | "A Moto"                 | M. D. Martinez, J. M. Mestres, versão de Ronaldo Boscoli            | "La moto" de Los Bravos          | 3:48    |  |
| 4.     | "Parece Até Novela"      | Luis Gomes Escolar, P. V. Peiro, versão de Edgard B. Poças          | "Fotonovela" de Ivan             | 4:33    |  |
| 5.     | "Nem Romeu, Nem Julieta" | Henry Mayer, Hans Bradtke, versão de Edgard B. Poças                | "Romeo Und Julia" de Peggy March | 3:31    |  |

### Faixas de Dominó En Español
Créditos adaptados do LP Dominó En Español, de 1985.
| Lado A |                    |                                                   |                                       |         |  |
| N.º    | Título             | Compositor(es)                                    | Versões originais                     | Duração |  |
| 1.     | "Lindo Balón Azul" | Guilherme Arantes, versão de María Rosario Ovelar |                                       |         |  |
| 2.     | "Ella Me Gusta"    | Alice May                                         | "Standing in the Twilight" de Maywood |         |  |
| 3.     | "To a mil"         | Luis Gomes Escolar, Gustavo N. Montesano          | "Voy a mil" de Olé Olé                |         |  |
| 4.     | "Nuevo Amor"       |                                                   |                                       |         |  |
| 5.     | "Superhit"         |                                                   |                                       |         |  |

| Lado B |                       |                                          |                                   |         |  |
| N.º    | Título                | Compositor(es)                           | Versões originais                 | Duração |  |
| 1.     | "Vente con nosostros" |                                          |                                   |         |  |
| 2.     | "Hey Caramba Hey"     | Digastaldo, Enrique Del Pozo             | "Hay caramba" de Enrique Del Pozo |         |  |
| 3.     | "A Moto"              | M. D. Martinez, J. M. Mestres            | "La moto" de Los Bravos           |         |  |
| 4.     | "Dois Segundinhos"    |                                          |                                   |         |  |
| 5.     | "Companheiro"         | Loris Ceroni, N. Lelli, Enrique Del Pozo | "Camarero" de Enrique Del Pozo    |         |  |

## Ficha técnica
Créditos adaptados do LP Dominó, de 1985.
- Gravado nos estúdios: Kirios (Madrid), Transamérica (São Paulo)
- Engenheiros de gravação: Enrique Rielo, Luis Postigo, Roberto Marques, Guilherme
- Músicos:
  - Bateria e programação "Movement": Oscar Quesada
  - Teclados: Javier Losada, Richard Myhill, Julinho
  - Guitarra: Nigel Jenkins, Pepe Robles, Ivo
  - Baixo: Javier Losada, Nigel Jenkins, Zé Luis
  - Arranjos de cordas: Javier Losada, José Antonio Quintano
  - Coro: Caio Flavio, Clovis, Nadir, Vera
- Solos:
  - Afonso Nigro — "Ainda Sou Você", "Ela Não Gosta de Mim", "Fórmula 1", "Vem pra Mim", "Tô a Mil", "Nem Romeu, Nem Julieta"
  - Nill Marcondes — "Ainda Sou Você", "Ela Não Gosta de Mim", "Fórmula 1", "Companheiro", "A Moto"
  - Marcelo Rodrigues — "Ainda Sou Você", "Ei! Garota", "Parece Até Novela"
  - Marcos Quintela — "Ainda Sou Você"
- Capa:
  - Direção de arte: Juan O.Gatti
  - Foto: Leonardo Costa
  - Arte final: João Antonio

## Tabelas
| Tabela musical (1985)               | Melhor posição |
| ----------------------------------- | -------------- |
| Brasil (Bizz - Os 10 mais vendidos) | 7              |
| Brasil (Nopem)                      | 3              |

| Tabela musical (1985) | Posição |
| --------------------- | ------- |
| Brasil (Nopem)        | 36      |

## Certificações e vendas
| Região | Certificação | Vendas  |
| ------ | ------------ | ------- |
| Brasil | Platina      | 400,000 |